# 53629 Andrewpotter
53629 Andrewpotter è un asteroide della fascia principale. Scoperto nel 2000, presenta un'orbita caratterizzata da un semiasse maggiore pari a 2,3390831 UA e da un'eccentricità di 0,1936575, inclinata di 5,66726° rispetto all'eclittica.